# Nowa Wieś (gromada w powiecie olsztyńskim)
Nowa Wieś – dawna gromada, czyli najmniejsza jednostka podziału terytorialnego Polskiej Rzeczypospolitej Ludowej w latach 1954–1972.
Gromady, z gromadzkimi radami narodowymi (GRN) jako organami władzy najniższego stopnia na wsi, funkcjonowały od reformy reorganizującej administrację wiejską przeprowadzonej jesienią 1954 do momentu ich zniesienia z dniem 1 stycznia 1973, tym samym wypierając organizację gminną w latach 1954–1972.
Gromadę Nowa Wieś z siedzibą GRN w Nowej Wsi utworzono – jako jedną z 8759 gromad na obszarze Polski – w powiecie olsztyńskim w woj. olsztyńskim na mocy uchwały nr 21 WRN w Olsztynie z dnia 4 października 1954. W skład jednostki weszły obszary dotychczasowych gromad Nowa Wieś i Przykop ze zniesionej gminy Butryny w powiecie olsztyńskim oraz obszar dotychczasowej gromady Łajs ze zniesionej gminy Jedwabno w powiecie nidzickim w tymże województwie. Dla gromady ustalono 9 członków gromadzkiej rady narodowej.
Gromadę zniesiono 1 stycznia 1960, a jej obszar włączono do gromady Butryny w tymże powiecie.